# 荀盈
荀盈（前567年—前533年），中国春秋時期晋国政治人物，字伯夙，智氏（知氏）第四代家主，又称知盈、智盈，当时晋国的中军将荀罃之孙、知朔之子。知朔在荀罃之前就去世了。荀罃去世后，荀盈以一个幼童，继承知氏之位，卿位由程郑暂代。中行偃守护侄子荀盈，使智氏没有衰落。公元前548年，荀盈继程郑为下军佐，与赵武、韩起、魏舒、范鞅、中行吴同时为卿。公元前533年，荀盈去世，谥号知悼子、智悼子，其子智躒繼任智氏家主。